# Тужановцы
Тужа́новцы (укр. Тужанівці) — село в Новороздольской городской общине Стрыйского района Львовской области Украины.
Население по переписи 2001 года составляло 385 человек. Занимает площадь 0,676 км². Почтовый индекс — 81657. Телефонный код — 3241.